# Lilli Natal
Lilli Natal is een stripverhaal uit de reeks van Suske en Wiske. Het is geschreven en getekend door Marc Verhaegen (met medewerking van Paul Geerts) en gepubliceerd in De Standaard en Het Nieuwsblad van 1 februari 2000 tot en met 20 mei 2000. De eerste albumuitgave was op 29 november 2000.

## Locaties
Dit verhaal speelt zich af op de volgende locaties:
- België, Zuid-Afrika, Lesotho, Kwazulu-Natal, Drakensbergen, Johannesburg met luchthaven, Durban.

## Personages
In dit verhaal komen de volgende personages voor:
- Suske, Wiske, tante Sidonia, Lambik, Jerom, professor Barabas, postbode, Arthur, Mabibi (Zoelo-Sangoma), Zoeloes, hoofdman, Shaka[1] (zoontje van hoofdman), Joe Rassick (plantkundige) en zijn handlangers, Bosjesmannen, Brats (neushoorn), Trump (olifant), Lilli Natal en Mama Natal.

## Het verhaal
Tante Sidonia krijgt een cadeau uit Zuid-Afrika en als Lambik arriveert openen de vrienden de boomverpakking, hierin blijkt de broer van Lambik, Arthur, te zitten. Arthur vertelt dat hij na het avontuur met de averechtse aap naar Zuid-Afrika is gegaan om bij te komen. Hij leerde de waarzegger Mabibi kennen en hoorde over de verzorging van de Lilli Natal, maar Mabibi is verdwenen en de bloem wordt nu niet meer verzorgd. Het opperwezen van de Zoeloes schiep de bloem, mensen kunnen hiermee met dieren praten en stoffen uit de bloem worden in amuletten gestopt. De vrienden besluiten naar Zuid-Afrika te reizen, maar tante Sidonia gaat niet mee omdat haar wasmachine stuk is, en zien de prachtige stad Durban, olifanten en springbokken. Ze stoppen om te eten en zien dan nijlpaarden, even later arriveren ze bij het dorp van de Zoeloes waar Mabibi woonde. De vrienden krijgen een streekbier, Umqombothi, en Lambik merkt dat het goedje erg scherp is en duikt in de kraal voor dieren. Deze kraal is heilig voor de Zoeloes en Lambik wordt weggedragen, de vrienden onderzoeken de hut van Mabibi en Suske en Wiske doen poppetjes om hun nek. Lambik en Arthur besluiten de sporen op de grond te volgen en Suske en Wiske gaan, onder begeleiding van Shaka, op zoek naar de Lilli Natal. Shaka laat een rotstekening zien die Mabibi onlangs heeft gemaakt en vertelt over de grote vijf: de koninklijke leeuw, de sluwe buffel, de prikkelbare neushoorn, de machtige olifant en het ongrijpbare luipaard. De kinderen worden aangevallen door een buffel, maar dan blijkt het dier te kunnen praten en even later volgt een gesprek met een luipaard. Als het luipaard hoort dat de kinderen uit België komen wil hij ze niet meer eten, hij houdt niet van dioxine en hormonen. Voordat het dier kan uitleggen waarom hij met de kinderen kan praten, wordt hij verdoofd door Joe Rassick en deze man vertelt dat hij over de verdwijning van Mabibi heeft gehoord. Suske gooit het drinken om en vertrekt snel met Wiske.
Lambiks auto verongelukt en hij gaat samen met Arthur te voet verder, ze ontmoeten Bosjesmannen die vertellen dat hun dorp is overvallen. De mannen roken een vredespijp en de Bosjesmannen doden een zwarte mamba en brengen Arthur en Lambik naar de hut waar de ontvoerders van Mabibi hebben gezien. De mannen overmeesteren de ontvoerders en ze vinden Mabibi, maar de waarzegger is geraakt door een kogel en wordt naar het dorp gebracht. De Zoeloes besluiten een genezingsdans uit te voeren om de geesten te overwinnen, Arthur en Lambik dansen de vogeltjesdans. Suske realiseert zich dat de amuletten ervoor zorgen dat ze met de dieren kunnen communiceren, maar 's nachts worden de amuletten gestolen in hun slaap. De kinderen komen in het nauw bij een groep leeuwen, maar worden bevrijd door Joe Rassick. Hij houdt Suske en Wiske echter onder schot en bekend dat hij Mabibi liet ontvoeren, om hem onder dwang amuletten te laten maken. Mabibi weigerde, alleen op Lilli-Nataldag mag de bloem getoond worden, en Joe neemt Suske en Wiske mee om de plant te zoeken. Lambik is tijdens de dans in trance geraakt en bevindt zich in de geestenwereld, hij ziet een luipaard en een krokodil met mensentrekjes en moet de beesten overwinnen. Er verschijnt een slang nadat Lambik de beesten overwonnen heeft en Lambik ontwaakt uit zijn trance en Mabibi blijkt genezen te zijn. De ontvoerders van Mabibi zijn ontsnapt en Lambik hoort van de Bosjesmannen dat Joe Rassick een pretpark wil bouwen. Een neushoorn valt de wagen van Joe aan, en de kinderen kunnen dan ontsnappen en klimmen in een acaciaboom. Joe praat met de neushoorn, maar moet vluchten en geeft de amuletten terug aan Suske en Wiske. De boeven worden door de neushoorn verjaagd zodra het dier hoort dat zij de Lilli Natal zoeken en de kinderen vertellen het dier dat ze de plant willen redden.
Lambik en Mabibi gaan op struisvogels op pad en Arthur vliegt met ze mee, Suske en Wiske worden door de neushoorn naar een waterval gebracht en horen dat de plant achter de waterval groeit. De neushoorn roept een olifant en het dier zet Suske en Wiske op een richel, de kinderen vinden de Lilli Natal in een grot en zien dat de plant aan het verwelken is. Ze geven de plant water en de plant dankt hen hiervoor. Lambik en Mabibi worden gezien door Joe Rassick en zijn handlangers en zo komen de mannen aan bij de waterval, Joe laat zich door Arthur op de richel zetten en klimt in de grot. Joe scheurt de bloem uit de grond en bedreigt de kinderen, ze gaan naar buiten en de boeven leiden de hele groep voor zich uit. Joe wil met genetische manipulatie een heel veld met Lilli Natals kweken en neemt de amuletten van Suske en Wiske mee. Suske wordt geraakt door een kogel en de boeven vertrekken, maar dan merken de mannen dat de plant stervende is. De boeven rennen naar de wagen, maar worden tegengehouden door de grote vijf. Dan breekt het wolkendek open en de Mama Natal verschijnt, ze haalt de stervende Lilli Natal op en ze veranderen in menselijke gedaantes. Lilli knapt al snel op en Mama Natal vertelt dat dieren en mensen pas met elkaar zullen communiceren als de tijd daar rijp voor is. Lilli helpt de gewonde Suske nog voordat ze met haar moeder naar de geestenwereld vertrekt en Joe ziet in dat hij fout bezig was. De boeven halen de verongelukte auto van Lambik uit de kuil, maar worden door de vrienden achtergelaten. Mabibi wordt thuisgebracht en vertelt nog dat de kracht van de amuletten is verdwenen, nu de plant gestorven is. De vrienden keren terug naar huis en Arthur vliegt naar zijn eigen nest terug.

## Achtergronden bij het verhaal
- De Drakensbergen (wildreservaat) zijn opgenomen op de Werelderfgoedlijst van UNESCO.
- Natal betekent kerstmis in het Portugees (het gebied werd ontdekt door Vasco da Gama). Het lijkt er dus op dat de "Lilli-Nataldag" tijdens kerst zal plaatsvinden.
- Dit was het laatste album waarvoor Paul Geerts zelf nog tekst en tekeningen verzorgde.
- Joe Rassick is qua uiterlijk gebaseerd op John Hammond uit Jurassic Park. Ook wil hij, net als Hammond, een park openen door middel van genetische manupilatie.